# Пітер Норделл
Пітер Норделл (англ. Peter Nordell, 30 серпня 1966) — американський академічний веслувальник.
Бронзовий призер Олімпійських Ігор 1988 року в складі вісімки.
Чемпіон світу 1987 року в складі вісімки.